# Stefan Kostrowicki
Stefan Kostrowicki herbu Bajbuza – skarbnik mścisławski w latach 1663–1675.
W 1674 roku był elektorem Jana III Sobieskiego z województwa mińskiego.